# Tergiet
Een tergiet (van het Latijnse tergum voor rug) of rugplaat is een deel van het exoskelet van insecten. Het is een van de twee bedekkende chitineplaten op een segment van het achterlichaam, en wel die aan de rugkant. De corresponderende buikplaat heet sterniet. Tergiet en sterniet zijn aan de zijden met elkaar verbonden door flankhuiden, pleurieten genaamd.
Er is nogal wat variatie mogelijk in de uitvoering van de tergieten. Zo is in de familie duizendpotigen (Myriapoda) bij de Pauropoda in de tweede tot en met zesde tergiet telkens een duidelijk zichtbaar borstelvormig zintuigorgaan (trichobothrion) opgenomen en kunnen bij andere segmenten de tergieten rudimentair zijn of helemaal niet voorkomen, terwijl bij de verwante Symphyla soms juist vorming van twee tergieten per segment voorkomt.
Bij kreeftachtigen, die vaak een erg hard pantser aan de rugzijde bezitten, zijn vaak delen van het hoofd en de tergieten van enkele lichaamssegmenten met elkaar vergroeid tot de carapax.